# 造林作業指揮者
造林作業指揮者（ぞうりんさぎょうしきしゃ）とは、労働安全衛生法に基づく造林作業の作業指揮者等に対する安全衛生教育を修了した者。

## 概要
- 造林作業において事業者は作業指揮者を指名することとなっており作業の安全を確保することが業務となっている。

## 受講資格
- 満18歳以上。

## 安全衛生教育
- 各講習機関により違う。告示された時間は6.5時間である。[1][2]

### 講習科目
- 学科

1. 造林作業に関する知識（2.5時間）
2. 刈払機等に関する知識（2時間）
3. 振動障害に関する知識（1時間）
4. 関係法令（1時間）